# Pokr Vedi
Pokr Vedi là một đô thị thuộc tỉnh Ararat, Armenia. Dân số ước tính năm 2011 là 3295 người.